# Carl Walter Liner
Carl Walter Liner (né le 17 août 1914 à Saint-Gall et mort le 19 avril 1997 dans sa ville natale) est un peintre suisse.

## Biographie
Fils du célèbre Carl August Liner dont il devient rapidement disciple, sa jeunesse a été marquée par de nombreux voyages en Égypte, en France, en Algérie, en Espagne, en Italie et en Corse. Il partagera son existence de travail entre ses ateliers à Paris, à Fontvieille (Provence) et Appenzell (Suisse).
Ses rencontres ou amitiés avec Vlaminck, Braque, et surtout Zadkine, Schneider et Erich Heckel influent son œuvre : de grandes toiles abstraites, mais imprégnées de figuratisme et débordantes de mouvement autour d'un équilibre intense. Les œuvres de Carl Walter Liner ont principalement été exposées en Suisse, en Allemagne, en France et aux États-Unis.